# Максималізм
Максимал́ізм (від лат. maximus «найбільший») — впадання в крайність при вимозі чогось надмірного.
Протилежне — мінімалізм.

## У психології

### Юнацький максималізм
Юнацький максималізм — явище психічного розвитку індивіда, яке найчастіше виникає в юнацькому віці, в умовах кризи ідентичності (за Е.Еріксоном). 
Юнацький максималізм проявляється в категоричності суджень, безкомпромісності рішень та завищених вимогах до себе і оточуючих. Це призводить до поділу світу на «чорне і біле», ускладнюючи міжособистісні стосунки, особливо з дорослими, і завершується формуванням соціальної позиції дорослого.

## У мистецтві
Термін «максималізм» застосовується у мистецтві, включно з літературою, музикою, графікою, скульптурою тощо для означення крайніх форм і засобів прояву того чи іншого явища.
Рух максималізму по відношенню до мистецтва був заснований художником і режисером Дариушем Шоковим в 1990 році в Кельні, Німеччина. Максималізм по відношенню до мистецтва є новим способом створення мистецтва. Є багато спільних елементів в художніх роботах митців, які беруть участь в Максималістському русі. Цей рух було ініційовано Дариушем Шоковим, як він писав у каталозі своєї персональної виставки картин в Галереї Верлато в Мілані, Італія в 1990 році; «Розбалансування хаосу = Баланс = Життя = Максималізм». Шоков написав довгий маніфест з назвою «Максималізм». Він був опублікований в різних каталогах його персональних виставок, а також виставок групи максималістів в Європі і в США в період з 1990 по 1993 рік.

## У політиці
Крайні політичні течії з надмірними, і як правило, нездійсненними вимогами. Приклад, політична партія в Російській імперії та РСФРР, яка існувала протягом 1906–1920 років — Союз соціалістів-революціонерів-максималістів. Їх максималізм проявлявся у вимозі негайного і повного перетворення суспільства на соціалістичних началах.